# نیروگاه بادی اسکوت مور
مزرعه بادی اسکوت مور بزرگترین مزرعه بادی در سواحل انگلیس است. توربین‌های بادی برای شرکت انرژی باد با مسولیت محدود ساخته شده‌است که از توربینهای بادی 26 N80 Nordex با ظرفیت الکتریکی موج متوسط ۶۵ هر ساله ۱۵۴۰۰۰ ساعت موج متوسط برق تولید می‌کنند و به‌طور متوسط نیاز ۴۰۰۰۰ خانوار را براورده می‌کند. منطقه با مساحت ۵۴۵ هکتار در خلنگزار باز بین Edenfield, Rawtenstall, Rochdale قرار دارد و از منطقه شهری Borough Rochdale در شمال منچستر و منطقه Borough Rossendale در جنوب Lancashire جدا شده‌است. توربینها با فاصله ۱۵ - ۲۰ مایلی(۲۴ - ۳۲ کیلومتر) از جنوب منچستر قابل مشاهده‌اند.
این گروه معترض برای مقابله با ساختارهای پیشنهادی تشکیل شده بود که تاکنون حمایت دیوید بلامی گیاه‌شناس و مدافع محیط زیست را به دست آورده‌اند. با وجود مخالفتها اجازه برنامه در سال ۲۰۰۵ صادر و ساخت آن در سال ۲۰۰۷ شروع شد. هر چند کار روی پروژه به وسیله هوای نامطلوب و زمین سخت و فعالیت‌های استخراج قبلی مختل شد سرانجام در ۲۵ سپتامر ۲۰۰۸ بع از سال‌ها مناقشه با بودجه ۵۰ میلیون پوند رسماً افتتاح شد.

## جفرافی
منطقه اکتشافی زمینی مرتفع، تورب گاهی و خلنگزار در جنوب Pennines با ارتفاع ۱۵۵۲ فوت(۴۷۳متر) در شمال Leach قرار دارد. زمین‌شناسی لایه‌ای - مخلوطی از صخره‌های سخت و سنگ رس نرم- در سطحی وسیع به سنج لایه‌های پائین زغال سنگ تعلق دارد. اختلاف درجه هوای صخره و سنگ رس چشم‌اندازی از پرتگاه با شیب تند را به وجود آورده که به وسیله رف شیب دار از هم جدا شده‌است، بخش گنبدی بالای آن کاملاً صاف و گرد است. خلنگزار ۵۴۵ هکتار مساحت دارد که کمتر از ۲٪ آن یعنی ۵/۸ برای توربینهای بادی اشغال شده‌است.
در منطقه اکتشافی، معدن گودالی با مساحت ۱۰۰ هکتار در Edenfield برای استخراج سنگ ریگی و سنگ ماسه مورد استفاده است و قبلاً خط ریل اختصاصی داشته‌است. حاشیه منطقه اکتشافی خلنگزار به Hail Storm Hill بسط پیدا می‌کند (یکی از ۱۸۰ مریلین در انگلیس). وجود زغال سنگ در زیر خلنگزار باعث کشف بی سابقه معدن وسیع و کم عمق زغال سنگ در طی قرنهای ۱۸ و ۱۹ شد. کوره آبکشی، میله، رگه زغال سنگ شواهد کشف معدن در این منطقه هستند.

## تاریخچه
تپه‌های اکتشافی با برآمدگیهای بلند صخره‌ها در انگلیس شیبه به عکسی افقی است. واژه scout تحریف شده واژه قدیمی sceot است به معنای عکس همچون مکان قدیمی Angelo Saxon.
هر چند دولت بریتانیا هدف ۱۰٪ برای تولید برق توسط انرژی قابل تجدید تا قبل از سال ۲۰۱۰ را دارد، اما در بریتانیا بحث طولانی انرژی در رابطه با تصویب نرخ میانگین برای اجازه برنامه ۲۸٪ از توربینهای بادی سواحل را دارد.
خلنگزار اکتشافی اولین بار به عنوان مکانی عالی برای توربینهای بادی سال ۲۰۰۱ شناخته شد. شرکت Peel Holding مشاوران تحقیق MORI را برای تقبل نظرسنجی تلفنی برای مدت ۱۷ روز در سال ۲۰۰۲ مأمور کرد. نظرات ساکنان Bury, Rochdale, Rossendale در مورد توربینهای بادی در کل و منطقه خلنگزار اکتشافی با جزئیات پرسیده شد. نتایج نشان می‌دهد که ۸۸٪ از پاسخگوها فکر می‌کردند توربینهای بادی نسبتاً خوب است، ۷۲٪ فکر می‌کردند پروژه خلنگزار فکر نسبتاً خوبی است و ۶۳٪ انرژی باد را به عنوان منبع انرژی مرجع بیان کردند.
پیشنهاد ساخت توربینهای بادی در قراردادی بین United Utilities و Peel Holding در سال ۲۰۰۳ اعلام شد. کمی پس از آن گروه دوستداران خلنگزار و عملیات اکتشافی در ۹ سپتامر ۲۰۰۳ تشکیل شد گروهی که (Borough Bury , Ramsbottom , Tottington) معرف مخالفت با برنامه بودند. در جلسه سخنگوی گروه گفت: با وجودی که فکر می‌کردند مکان نامناسبی در نظر گرفته شده اما از انرژی جانشین حمایت کردند. همچنین اظهار کردند این پروژه مخالف برنامه‌های پیشرفت واحد و کمربند سبز است و به‌طور نامطلوب به زمین‌های باز و مکانهای مهم اکولوژی و چشم‌اندازهای خاص آسیب می‌رساند. پروژه باید خارج از چشم‌انداز باشد چون اثر بدی روی زغال سنگ نارس آب و حیات وحش می‌گذارد، این مشکلات علاوه بر مزاحمت سروصدا اثرات قابل روءیت زیان باری نیز دارد.
دومین بخش توسط نماینده توربینهای بادی ارائه شد. او در مورد نیاز انگلیس برای تولید انرژی سبز بدون انتشارات مضر و مقابله با گرمای کره زمین بحث کرد. او اظهار کرد انگلیس با وجود بادخیز بودن نسبت به دیگر کشورهای پیشرفته اروپائی توربینهای بادی کمتری دارد و شمال شرق انگلیس رکورد کم ۳/۱٪ تولید الکتریسیته از انرژی‌های قابل تجدید را دارد.
به دنبال این جلسه مبارزه برای مخالفت با پیشنهادها رونق گرفت و در نوامر ۲۰۰۳ اعتراض به منطقه خلنگزار توسط پروفسور دیوید بلامی مدافع محیط زیست شکل گرفت. هر چند شورای شهر بورگ Borough از پیشنهاد حمایت کردند شورای شهر لن کشیر Lancashire مخالفت خود را نشان دادند.
یک تحقیق عمومی در نوامر و دسامبر ۲۰۰۴ برگزار شد. وزیر صنایع و معادن موافقت رسمی خود را با اجرای پروژه توربین‌های بادی در می ۲۰۰۵ اعلام کرد، در این زمان سازمان خدمات رفاهی سهم خود را در این پروژه فروخت و به اشتراک خود پایان داد. طبق ماده ۱۰۶ اجرای برنامه‌های شهر و روستا (۱۹۹۰) متقاضی ملزم به ثبت نام در برنامه مدیریت زیست گاه هستند. دیگر شرایط پروژه شامل:
. مسیر دستیابی به منطقه و اطراف توربین باید بدون حصار باشد. دسترسی به سایت به منظور پیشرفت برای اعضا و عمومی و ذخیره چراگاه.
. ساخت و ساز نباید در فصل آشیانه‌سازی پرندگان باشد.
. آمار گورکن‌ها قبل از پیشرفت پروژه باید ثبت شود.
. قبل از تحققات باستان‌شناسی نباید هیچ گونه پیشرفتی انجام شود.
دیگر شرایط منوط به رضایت و جمع‌آوری آرا و ارزیابی قبل از شروع پروژه است.
در ۲۰ آوریل ۲۰۰۶ ژانت آندرسن (عضو پارلمان Rossendale & Darwen) و سپس از وزیر محیط زیست، غذا و امور روستایی پرسید که آیا پروژه پیشبینی‌های لازم را در بر دارد؟ جیم نایت (عضو شورا و معاون وزیر امور روستایی) پاسخ داد: این تقاضاها مربوط به ماده ۱۴۷ فعالیت زمین‌های محصور (۱۸۴۵) است. تمام ملاحظات تحت پیشبینی‌های لازم برای اثر بخشی و تغییر حقوق عمومی و دسترسی به زمین است.

### ساختار
طراحی جزئیات پروژه در تابستان ۲۰۰۶ کامل و ساخت آن در ژانویه ۲۰۰۷ انجام شد. اولین وظیفه ساخت راه استوار قابل دسترس بود اما خلنگزار با لایه‌ای از زغال سنگ نارس ظرفیت کمی برای بارگیری داشت. کل منطقه به عنوان معدن وسیع زغال سنگ در قرن ۱۹ و اوائل قرن ۲۰ مطرح شد بنابراین امکان فرونشست را به وجود آورد. برای حل این مشکل فضاهای خالی معدن را با ملات پر کردند و راهی با استفاده از سیستم پیچیده geotextile و geogrid به منظور جلوگیری از نشست جاده درست کردند. این کار با گذاشتن سنگ ماسه در کف و با کمک پلی استر و پلی پروپلین محکم شد. برای اتصال فضاهای خالی معدن و اطمینان از مقاومت رشته‌های زیر خاک از مواد اولیه بیشتری استفاده کردند. قطعات توربین بادی توسط باربرهای بزرگ در طی ۷۶ روز از مسیر بزرگراه Edenfield به منطقه انتقال داده شدند.
ساخت توربینهای بادی برای تیم پیمانکار McNicholas و سازنده توربینهای آلمانی Nordex توسط آب و هوا با مشکل مواجه شد. در آخرین مرحله کارفرما پروژه McNicholas گفت: بدون تردید شرایط هوایی تنها چالشی است که با آن روبرو بوده‌ایم. ما با سرعت با بیشتر از ۱۲۰ مایل در هر ساعت و دمای ۱۲- سلسیوس کار کرده‌ایم که با بادهای سرد به ۲۵- درجه هم می‌رسد. من روی ساخت پروژه‌های توربین بادی بسیاری کار کرده‌ام اما شرایط ناسازگار وضعیت را بسیار مشکل کرده‌است. ما ۳۰۰۰۰ پوند برای وسائل ایمنی کارگران پرداخت کرده‌ایم. غذا و وسائل گرمایی و انتقال با این شرایط یک پروژه بزرگ مدیریت انسانی است که ما انجام داده‌ایم.

## برنامه‌های آینده
در طول مدت زمان پروژه توربین بادی شرکت تابعه Peel Holding و Peel Wind Power Ltd هزینه ۵۰۰۰۰ پوندی برای کمک به زمین داران فراهم کردند تا مناطق با تنوع زیستی را در اطراف محوطه ایجاد کنند.

## جزئیات

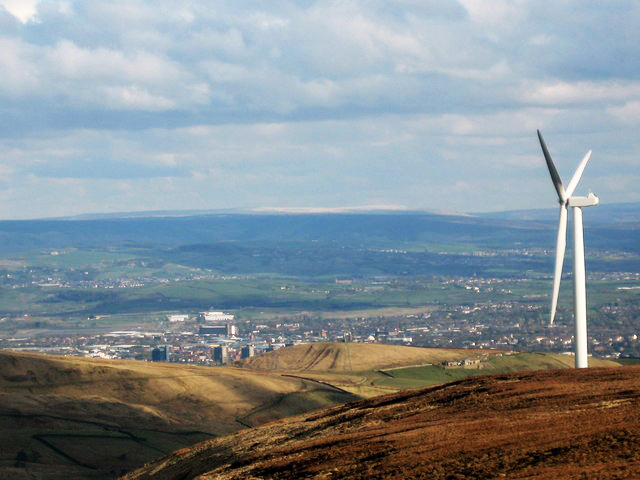
Turbine Tower No 9 overlooking روچدیل

| سازنده                      | Nordex                                        |
| مدل                         | N80                                           |
| ارتفاع برج                  | ۶۰ متر (۱۹۷ فوت)                              |
| پهنای تیغه                  | ۴۰ متر (۱۳۱ فوت)                              |
| حداکثر بلندی                | ۱۰۰ متر (۳۲۸ فوت)                             |
| وزن توربین                  | ۲۵۰ تن (۲۵۰ تن بزرگ؛ ۲۸۰ تن کوچک)             |
| حداکثر اثر توربین           | ۲٫۵ مگاوات (۳٬۴۰۰ اسب بخار)                   |
| ظرفیت پلاک                  | ۶۵ مگاوات (۸۷٬۰۰۰ اسب بخار)                   |
| الکتریسیته تولید شده در سال | ۱۵۴٬۰۰۰ مگاوات-ساعت (۵۵۰ تراژول)              |
| ضریب ظرفیت                  | ۲۷٪                                           |
| جابجایی دی‌اکسید کربن        | ۱۶۰٬۰۰۰ تن (۱۶۰٬۰۰۰ تن بزرگ؛ ۱۸۰٬۰۰۰ تن کوچک) |
| جابجایی دی‌اکسید سولفور      | ۲٬۰۰۰ تن (۲٬۰۰۰ تن بزرگ؛ ۲٬۲۰۰ تن کوچک)       |
| جابجایی اکسید نیتروژن       | ۵۷۰ تن (۵۶۰ تن بزرگ؛ ۶۳۰ تن کوچک)             |

### ضریب ظرفیت
ارقام داده شده در جدول بالا قبل از به کار انداختن توربیتها به مدت یکسال به عنوان پروژه بدون ثبت بررسی شدند و پس از آن طبق جدول بالا ثبت شدند. سرعت باد ثابت نیست بنابراین تولید انرژی سالیانه توربین بادی با وجود افزایش در سال هرگز به مجموع میزان پلاک تولیدی نمی‌رسد. ضریب ظرفیت عبارت است از نسبت تولید خالص یک سال به ماکسیمم تئوری (نظری). ضریب ظرفیت متوقع برای توربین‌های بادی منطقه عملیات اکتشافی از محاسبات پروژه شرکت رقمی معادل ۲۷٪ است.